# Білгородська єпархія УПЦ КП
Білгородсько-Обоянська єпархія — єпархія Української Православної Церкви Київського Патріархату, що охоплює територію Бєлгородської, Курської та Брянської областей Російської Федерації. Єпархіальний центр — смт Маслова Пристань Шебекінського району Бєлгородської області. Правлячий архієрей — митрополит Іоасаф (Шибаєв).

## Історія єпархії
У XVII столітті з першими переселенцями з України з'являється на цих землях православна віра. Згодом Білгородщина стає канонічною територією Російської (Руської) Православної Церкви. У часи Української Революції 1917—1921 рр. Бєлгород та більша частина Бєлгородської області відходять до Української Народної Республіки (1918 року — до Української Держави). В цей же час було проголошено автономію, згодом і автокефалію Української Православної Церкви, канонічною територією якої стала і Білгородщина. Та після встановлення радянської влади Білгородщина відходить до РСФРР, разом з цим вона стає канонічною територією Російської (Руської) Православної Церкви.
На початку 90-х років XX століття Україна відновлюється як незалежна держава, та, на жаль, не всі етнічні території входять до її складу. Не виключенням стала і Білгородщина. Та Українська Православна Церква Київського Патріархату, що постає в цей же час намагається бути з українцями, незалежно від держави, в якій вони мешкають. 
19 жовтня 1995 року була утворена Білгородсько-Обоянська єпархія УПЦ-КП. 19 лютого 1995 року у Володимирському кафедральному соборі міста Києва був хіротонізований на єпископа Білгородського і Обоянського Української Православної Церкви Київського Патріархату митрополит Іоасаф (Шибаєв).

## Храми і монастирі єпархії

### Єпархіальне управління
- Бєлгородська область, Шебекінський район, смт Маслова Пристань, вул. Гагаріна, 6

### Бєлгородська область
| № | Назва                                      | Адреса                                                     | Настоятель                                            |  | Примітка                                     |
| - | ------------------------------------------ | ---------------------------------------------------------- | ----------------------------------------------------- |  | -------------------------------------------- |
| 1 | Храм святого Архістратига Михаїла          | Шебекінський район, смт Маслова Пристань, вул. Гагаріна, 6 | митрополит Білгородський і Обоянський Іоасаф (Шибаєв) |  | Тут також знаходиться єпархіальне управління |
| 2 | Свято-Миколаївський храм                   | Шебекінський район, м. Шебекіно, вул. Карла Маркса, 6      |                                                       |  |                                              |
| 3 | Монастир Благовіщення пресвятої Богородиці | Шебекінський район, смт Маслова Пристань, вул. Гагаріна, 6 |                                                       |  |                                              |

### Курська область
| № | Назва                | Адреса                                                | Настоятель                           |  | Примітка |
| - | -------------------- | ----------------------------------------------------- | ------------------------------------ |  | -------- |
| 1 | Свято-Троїцький храм | Обоянський район, м. Обоянь, вул. Луначарського, 24-А | єпископ Валуйський Петро (Москальов) |  |          |

### Брянська область
| № | Назва                             | Адреса                                                       | Настоятель |  | Примітка |
| - | --------------------------------- | ------------------------------------------------------------ | ---------- |  | -------- |
| 1 | Храм Калузької ікони Божої Матері | Брасовський район, смт Локоть, вул. Лєсозаводська, 15, кв. 2 |            |  |          |